# Кировское (аэродром)
Кировское (Kirovskoye) — государственный военный аэродром на востоке Крыма. Предназначался для войсковых испытаний авиатехники ВМФ, в советские годы дислоцировался 986-й отдельный авиационный полк специального назначения (986-й ОАПСН) 3-го Управления ГК НИИ ВВС СССР. Также на базе аэродрома проходили испытания всех авиационных спасательных систем, включая парашютные системы спускаемых космических аппаратов. Аэродрому был выделен полигон в акватории Чёрного моря (в районе м. Чауда и Феодосийском заливе) для испытаний противолодочных систем.

## Данные аэродрома
- Позывной — «Форель»
- ВПП 10/28
  - Ширина 54 м
  - Длина 3000 м
- МПУ 099°/279°
- ИПУ 106°/286°
- Порог 1 N45.16903° E035.16362°
- Порог 2 N45.16173° E035.20038°
- Покрытие — твёрдое (бетон)
- Резервная ВПП параллельно основной — грунт 2200×60 м
- Освещение аэродрома — по запросу
- Топливо на аэродроме — ТС-1 под заказ

## Из истории аэродрома
После войны аэродром использовала истребительная авиация ЧФ.
В 1951 году была сформирована 527-я истребительная авиационная дивизия трёхполкового состава. 326-й истребительный авиационный полк дислоцировался на аэродроме Кировское, на вооружении были самолёты МиГ-15, с середины 50-х годов перевооружение на МиГ-17. В 1960 году в рамках «дальнейшего значительного сокращения Вооруженных сил СССР» дивизия и её полки были расформированы. Ранее 326-й ИАП был перевооружён на Су-9 и передан в состав 8-й отдельной армии ПВО. Полк был расформирован в сентябре 1979 года на аэродроме Кировское.
В силу специфики задач, дальнейшая информация о деятельности аэродрома Кировское очень скудна.
Аэродром функционировал в рамках исследований 3-го научно-испытательного управления ГК НИИ ВВС (в/ч 36851) — служба летных испытаний авиационных комплексов противолодочной обороны. 
3-е Управление ГК НИИ ВВС было сформировано в 1961 году на базе 8-й лётно-испытательной станции НИИ ВВС ВМФ (НИИ-15) и отделов войсковой разведки ГК НИИ ВВС. Задачи 3-го Управления — испытания и исследования:
- авиационных комплексов противолодочной обороны;
- средств противолодочной обороны;
- средств воздушной разведки местности;
- радиолокационной передачи разведывательной информации на командные пункты;
- средств спасения экипажей самолетов, вертолетов и космических летательных аппаратов на море;
- парашютных систем и средств приземления спускаемых аппаратов космических кораблей;
- авиационного вооружения кораблей ВМФ

В составе 3-го управления были следующие структуры:
- управление (штаб, политотдел и девять отделов)
- 986-й авиационный полк трёхэскадрильного состава (в/ч 40477)
- 65 отдельный батальон связи и радиотехнического обеспечения (в/ч 56057)
- авиационно техническая база в/ч 52532
- полигон «Меганом»
- полигон «Чауда»

В 1967 году в Управлении дополнительно был создан 9-й отдел испытаний вертолётного вооружение кораблей.
В штате Управления было 42 должности лётчика-испытателя, 22 штурмана-испытателя, инженеров — 196 человек в отделах управления и 45 человек — в испытательном полку.
Общая численность составляла 1665 человек, в том числе офицеров – 667 человек, прапорщиков и мичманов – 295, рядового и сержантского состава — 703, рабочих и служащих — 193 человека. 
Начальник 3-го Управления ГНИКИ ВВС СССР (в период 1982-1989 гг) — заслуженный лётчик-испытатель СССР генерал-майор авиации Э. М. Колков. 
С 1961 по 1992 год специалистами 3-го Управления были испытаны все морские и противолодочные самолеты и вертолёты ВМФ СССР и их вооружение:
- самолёты ПЛО Бе-12, Ил-38, Ту-142
- вертолёты ПЛО Ка-25, Ка-27, Ка-28, Ми-14
- самолёт вертикального взлёта и посадки Як-38
- вертолёты-тральщики
- вертолёты поисково-спасательной службы
- самолёт ретранслятор Ту-142МР
- патрульный самолёт береговой охраны Ан-72П
- поисково-спасательный самолёт Ил-76МДПС с десантируемым спасательным катером «Гагара»
- самолёты корабельного базирования на базе МиГ-29 и Су-27
- и мн. др.

С 1989 года начальник 3-го Управления 929 ГЛИЦ МО СССР им. В. П. Чкалова — заслуженный лётчик-испытатель СССР генерал-майор Ю. В. Жучков (1989-1998 гг).
В феврале 1992 года Управление перешло под юрисдикцию Украины и на его базе на базе был сформирован 168-й лётно-испытательный комплекс воздушных сил Украины, также базировалась пилотажная группа «Украинские Соколы».
После аннексии Крыма аэродром находится в подчинении Государственного летно-испытательного центра Министерства обороны РФ имени В.П. Чкалова (в/ч 38651).